# Pyramica karawajewi
Pyramica karawajewi är en myrart som först beskrevs av Brown 1948.  Pyramica karawajewi ingår i släktet Pyramica och familjen myror. Inga underarter finns listade i Catalogue of Life.